# 走れ!スクーパーズ
『走れ!スクーパーズ』（はしれ スクーパーズ）は、1995年4月16日から1998年3月29日まで中部日本放送（CBC）で放送された情報番組。放送時間は毎週日曜 13:00 - 14:00 (JST) 、東海3県ほか中部地方各地からの生放送。

## 概要
CBCのアナウンサーたちがリポーターを務めていた番組で、彼らがその日の午前中に収録してきた取材VTRを昼の生放送で紹介していた。
アナウンサーたちは各自取材VTRを作成しに朝早くから担当地域へ赴き、収録の完了後にはそのVTRを13時からの生放送に間に合うよう司会の森合康行たちが待つ中継先まで直接届けに行っていた。彼らの移動手段は主に電車で、場合によっては船やヘリコプターなども使っていた。しかし、移動にはかなりの時間を取られるので時間的には全く余裕が無く、番組が既にスタートしてしまってからその日の中継先に到着するケースもよく見受けられた。彼らが収録してきたVTRは毎回到着した順に公開されていたが、編集加工をするだけの時間が全く無いため、生のビデオそのままを撮って出しで放送し、移動中などの不要なシーンは早送りで巻くという手法を採っていた。当時CBCのアナウンサーだった原元美紀は、この番組のリポートは過酷でハプニングの連続だったと自身のサイトで語っている。
番組本編の生放送も基本的には屋外で行われていたが、回によってはCBC本社第8スタジオ（CBCホール）からの生放送を実施することもあった。また、系列局のチューリップテレビの協力の下、富山県からの生放送を2回実施したこともある。

## 出演者

### 司会
- 森合康行（当時CBCアナウンサー） - 基本的には番組の進行のみを担当していたが、森合自身も最終回で1度だけ取材をしに赴いたことがある。

### アシスタント
- 早坂好恵 - 初代アシスタント。
- ダンプ松本 - 2代目アシスタント。出演できない時には、彼女に代わって「ダンプちゃん」という着ぐるみが出演していた。松本本人との共演もしている。

### リポーター
- 柳川薫（当時CBCアナウンサー）
- 原元美紀（当時CBCアナウンサー）
- 高田寛之（CBCアナウンサー）
- 神尾純子（当時CBCアナウンサー）
- 中橋かおり（当時CBCアナウンサー）
- 桜沢信司（当時CBCアナウンサー）
- 小川明子（当時CBCアナウンサー）
- 森麻緒（当時CBCアナウンサー）
- 渡辺美香（CBCアナウンサー）
- 加藤小百合（当時CBCアナウンサー）

## 番組企画
放送末期には、神尾純子・中橋かおり・柳川薫の3人による女性アナウンサーユニット「神橋薫」を企画し、彼女たちが歌うオリジナルソングCD「ありがとう! 〜あなたへのメッセージ〜」をリリースした。作曲はビリーバンバンが手掛けた。